# Interpol (Filmserie)
Interpol war eine deutsche True-Crime-Filmreihe von 1963 bis 1967. In der Dokumentation wurden echte internationale Kriminal- und Spionagefälle nacherzählt, bei denen die Hilfe von Interpol benötigt wurde.
Die Serie zeigte die Arbeit der Ermittler bei der Aufklärung komplexer Verbrechen von Einbruch, Falschgeld, Kunstfälschung bis Kindesentführung.
Die Serie sollte an die ZDF-Erfolge von Das Kriminalmuseum (1963–1970) und Die fünfte Kolonne (1963–1968) anknüpfen. Auch die ARD-Serie Stahlnetz (1958–1968) lief sehr erfolgreich.
Im Gegensatz zu diesen Serien sollte Interpol international ausgerichtet werden und wurde bei der Filmproduktion Unifera in München in Auftrag gegeben. Der Produktionsleiter Adolf Rosen hatte in der Vergangenheit schon die Produktionsleitung für Der Hexer (1932), Die Fischerin vom Bodensee (1956), Die Prinzessin von St. Wolfgang (1957) und Drei weiße Birken (1961) inne.
Nach nur acht Folgen wurde die Serie aber nicht fortgesetzt.

## Name der Filmreihe
Der Vorspann de beginnt in der Regel (Filme 1,3,4,8) mit der Enblendung Interpol und endet mit Aus den Archiven der Interpol. Im Abspann des ersten Films Der Trick mit dem Schlüssel und vierten Films Die Dame mit dem Spitzentuch wird der Film auch noch mit Sie sahen: Interpol greift ein abgekündigt. Davon ausgenommen sind die Filme 2, 6 und 7 die für die Filmreihe Streng geheim vorgesehen waren und diese Worte tauchen dann im Vor- und Abspann auf. Der fünfte Film Tod um die Ecke weist weder Interpol-Vorspann auf, noch war er für Streng geheim vorgesehen, beginnt mit den Schlagworten: Menschen, Schicksaale, Schlagzeilen und auch im Abspann taucht die Bezeichnung Interpol nicht auf.
Heute ist es üblich die Filmreihe in der Kurform Interpol zu bennennen und so wurde die Filmreihe auch 2019 auf DVD veröffentlicht.

## Folgen
| Folge | Epiosentitel                                                  | Erstausstrahlung Deutschland | Regie             | Anmerkung                                       |
| ----- | ------------------------------------------------------------- | ---------------------------- | ----------------- | ----------------------------------------------- |
| 1.    | Der Trick mit dem Schlüssel                                   | 22. August 1963              | Rudolf Nussgruber | Fall über Trickdiebstahl mit Einbruch           |
| 2.    | Ich war Cicero                                                | 12. September 1963           | Rudolf Nussgruber | Fall des deutschen Spions Cicero (Elyesa Bazna) |
| 3.    | Herz ist Trumpf                                               | 24. Oktober 1963             | Rudolf Nussgruber | Fall über gefälschte US-Dollars                 |
| 4.    | Die Dame mit dem Spitzentuch                                  | 19. März 1964                | Rudolf Nussgruber | Kunstdiebstahl und Fälschung                    |
| 5.    | Tod um die Ecke                                               | 18. Juni 1964                | Rudolf Nussgruber | Fall einer Kindesentführung                     |
| 6.    | Geld, Geld, Geld - Zwei Milliarden gegen die Bank von England | 15. Juni 1965                | Eugen York        | deutsche Fälschungen im 2. Weltkrieg            |
| 7.    | Geld kennt keine Grenzen                                      | 22. Juni 1966                | Eugen York        | Fortsetzung Folge 6                             |
| 8.    | …geborene Lipowski                                            | 21. Juli 1967                | Thomas Fantl      | Versicherungsbetrug                             |

## Kuriositäten
- Die zweite Folge: Ich war Cicero sollte eigentlich Pilotfilm der  Serie Streng Geheim werden. Da diese aber nicht gestartet wurde, konnte (gleiche Produktionsfirma mit identischer Dramaturgie) daraus eine Folge von Interpol werden. Das gilt auch für die Doppelfolge 6 und 7: Geld, Geld, Geld und Geld kennt keine Grenzen.

- Im Abspann der Folgen sollen die wechselnden Schauspieler nicht nach ihre Bedeutung für die Folge oder ihrer allgemeinen Bekanntheit, sondern alphabetisch nach Männern und dann Frauen getrennt aufgelistet worden sein.[1]. Diese Behauptung lässt sich an Hand der DVD-Version von 2019 nicht nachweisen.

## DVD
Am 15. Februar 2019 ist die Filmreihe in einer Sammelbox aus drei DVDs von der Pidax Film- und Hörspielverlag GmbH veröffentlicht worden.